# Троице-Благовещенская Синозерская пустынь
Троице-Благовещенская Синозерская Пустынь — мужской монастырь Череповецкой епархии Русской православной церкви, расположенный на восточном берегу Синичьего озера, на юго-восточной окраине деревни Пустынь Чагодощенского района Вологодской области

## История

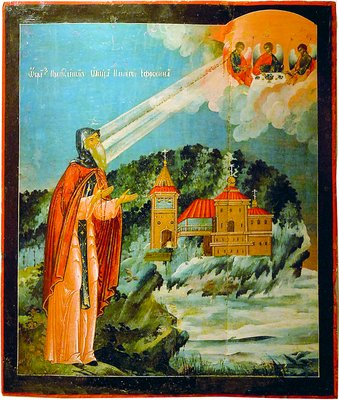
Преподобномученик Евфросин Синозерский. Икона. Конец XVIII века

Основан старцем Евфросином в 1594 году. В течение XVII столетия в Синозерской пустыни были последовательно возведены три деревянных храма: в 1633 году Троице-Благовещенский с колокольней (сгорел 3 августа 1960 года), в 1682 году Иоанно-Богословский с приделом во имя святителя Николая (сгорел от удара молнии в 1944 году) и Петро-Павловский (сгорел в 1847 году).
20 марта/2 апреля 1612 года преподобный Евфросин был мученически убит вместе со своим учеником, преподобным Ионою, польско-литовскими интервентами, приход которых он предсказал.
Синозерская пустынь была возобновлена в 1619 году. В 1630 году на прежнем месте началось строительство нового Благовещенского храма, освящённого в 1633 году, позднее он был надстроен, верхний престол в 1647 года освящён во имя Пресвятой Троицы, после чего обитель стала именоваться Троицкой.
В 1636 году обитель по царской грамоте была наделена землёй вдоль реки Чагодощи. Царь Алексей Михайлович пожертвовал в монастырь колокол, о чём сообщала надпись на нём: «Государь и Великий князь Всероссийский Алексей Михайлович дал сей колокол вкладу Живоначальные Троицы Пречистые Богородицы в пустынь Синозерскую лета 7159 Марта в 8 день». До настоящего времени колокол сохранился. В советские годы в период «антиколокольной» кампании, проводимой советским правительством, колокол с 1931 года вместо лопнувшего использовался как маячный на маяке Жонкиер в городе Александровске на Сахалине. Как и когда он попал на Сахалин, до сих пор доподлинно не известно. В 1993 году установлен в Покровском храме. Но к тому времени, пользуясь бесхозяйственностью властей, бомжующие элементы отбили от него часть «юбки» на сувениры и с целью обмена на спиртное.
25 августа 1653 года мощи преподобномученика Евфросина, обретённые нетленными, по благословению митрополита Новгородского Макария были перенесены и положены строителем Ионой под новой колокольней Благовещенской церкви на юго-восточной стороне под спудом.
В обитель делали вклады цари и знатные люди государства, в том числе царь Алексей Михайлович, царские духовники протопопы Стефан Вонифатьев и Меркурий Гаврилов. В числе вкладов — иконы, колокола, богослужебные книги и утварь, разного рода имущество.
В начале XVIII века Синозерская обитель была приписана к Воскресенскому монастырю в городе Устюжне, как наиболее близкому к ней; в 1753 году — к Тихвинскому Большому Успенскому монастырю, в 1758 году — вновь к Воскресенскому монастырю.
В 1764 году в ходе секуляризационной реформы Екатерины II монастырь был упразднён. На месте монастыря образовался приход, в который входила лишь одна деревня Пустынь, состоявшая в 1912 году из 38 дворов. Бывшая Пустынь располагалась в западной части Устюженского уезда Новгородской губернии. После упразднения, в течение XVIII—XX веков большая часть этих ценностей исчезла или распылена по коллекциям нескольких музеев. Со слов местных жителей, местными детьми примерно в 1958 году между переходами на колокольне случайно был найден сундук с частью ценностей монастыря, но когда они вернулись вместе со взрослыми, сундук оказался пустым. Прибывшие в деревню оперативники районного отдела КГБ никаких следов найденных ценностей не обнаружили. Пропавшие ценности до сих пор не найдены.
29 июня 1912 года по решению Святейшего синода преподобномученик Евфросин был канонизирован к общероссийскому почитанию. Торжества по этому поводу были обширны. На них с разных концов страны съехались около 30 тысяч паломников, приехали монашествующие из Валаамского и Тихвинского монастырей, где преподобный до своего отхода в Синозерскую пустынь проходил послушания и был пострижен в рясофор и мантию. На торжества прославления преподобного в Синозерскую пустынь крестные ходы пришли из всех близлежащих церквей и приходов, самый дальний ход пришёл за 60 вёрст. Из Тихвинского монастыря прибыла общерусская святыня — Тихвинская икона Божией Матери в походной ризе и походном киоте. Николай II и великая княгиня Елизавета Фёдоровна прислали приветственные телеграммы и подарки. Прибыли архиепископ Новгородский и Старорусский Арсений (Стадницкий) и епископ Кирилловский Иоанникий (Дьячков), губернатор Новгородской губернии Михаил Иславин. Огромный крестный ход с чудотворной Тихвинской иконой Божией Матери прошествовал из Старой пустыни в новую — Синозерскую пустынь. Мощи святого были переложены в новую бронзовую раку и во время торжеств выставлены для поклонения на специальном помосте. После торжеств в бронзовой раке они находились для поклонения до 1936 года в часовне под колокольней.

## Современность
Святые мощи с 1936 года, после их вскрытия, кощунственно служили «экспонатом» антирелигиозной выставки. 14 июня 1991 года мощи переданы Церкви и обрели свой покой в приделе Священномученика Антипы, епископа Пергам Азийских, Казанской церкви города Устюжны, в раке, сооруженной ещё в 1799 году и возвращённой Устюженским краеведческим музеем.
14 августа 1995 года на месте древней обители был освящён памятный поклонный крест, поставленный совместными усилиями верующих, краеведов, музейных работников Чагоды и Череповца, расчищена горка, где в пещерке некогда проживал старец.
14 октября 2001 года на месте пещерки в Старой пустыни, в которой начинал свой молитвенный подвиг Евфросин, состоялось освящение вновь срубленной часовни преподобномученика Евфросина. Позже была установлена и освящена часовня с купелью на месте, где во время торжеств 1912 года стоял помост с ракой; по найденным в архивах подлинным чертежам и фотографиям восстановлена колокольня.
В настоящее время на территории Пустыни устроен деревянный храм Петра и Павла, заложенный в ноябре 2010 года.
В июле 2012 года в Пустыни прошли торжества в честь 400-летия мученического подвига и 100-летия прославления преподобномученика Евфросина Синозерского, завершившиеся 7 сентября, в день обретения мощей святого, освящением храма Петра и Павла. Освящение совершено по благословению архиепископа Вологодского и Великоустюжского Максимилиана (Лазаренко) благочинным епархии Георгием (Осиповым).
8 июля 2014 года указом епископа Вологодского и Великоустюжского Игнатия (Депутатова) «Об образовании прихода Троицкой Синозерской Пустыни д. Пустынь» в деревне Пустынь Чагодощенского района Вологодской области на месте некогда существовавшего мужского монастыря Троице-Благовещенской Синозерской пустыни образован приход Троицкой Синозерской пустыни. Настоятелем прихода назначен благочинный Чагодощенского района иерей Роман Подосенов.
12 июля 2016 года, в престольный праздник святых славных и всехвальных апостолов Петра и Павла, епископ Череповецкий и Белозерский Флавиан (Митрофанов) впервые более чем за 100 последних лет совершил архиерейское служение Божественной литургии в Троицкой Синоезерской пустыни в сослужении духовенства епархии
12 июля 2017 года образовано архиерейское подворье Троице-Благовещенской Синозерской пустыни.
26 сентября 2017 года оформлена религиозная организация «Архиерейское подворье при бывшей Троице-Благовещенской Синозерской пустыни Чагодощенского района Вологодской области Череповецкой епархии Русской православной церкви».
26 декабря 2019 года решением Священного синода РПЦ монастырь был официально открыт, а иеромонах Феодосий (Белов) назначен игуменом. Первая божественная литургия состоялась в монастыре 12 января 2020 года.
12 марта 2024 года Священный синод Русской православной церкви удовлетворил ходатайство Архиерейского совета Вологодской митрополии о канонизации в лике местночтимых святых братии Синозерской пустыни — иеромонахов Сергия и Авраамия, схимонаха Ефрема и послушника Василия, который приняли мученическую смерть в 1612 году.